# Amblycerus ireriae
Amblycerus ireriae är en skalbaggsart som beskrevs av Romero, Johnson och John M. Kingsolver 1996. Amblycerus ireriae ingår i släktet Amblycerus och familjen bladbaggar. Inga underarter finns listade i Catalogue of Life.